# Baszta Przekupników w Krakowie
Baszta Przekupników – baszta w Krakowie, która była położona w ciągu murów miejskich pomiędzy basztami Grzebieniarzy i Barchanników, w miejscu obecnego wylotu ul. św. Tomasza na Planty, zbudowana w XIV wieku na planie kwadratu, zaś górna część była półokrągła. Jej dach był stożkowy. Wokół baszty znajdowało się 6 otworów strzelniczych. Opiekowały się nią cechy przekupników, sadelników i słoniniarzy. Została wyburzona w XIX wieku.